# Paninternational-Flug 112
Auf dem Paninternational-Flug 112 (Flugnummer DR112), auch bekannt als Flugzeugunglück von Hasloh, verunglückte am Montag, den 6. September 1971 eine BAC 1-11 der deutschen Fluggesellschaft Paninternational kurz nach dem Start vom Flughafen Hamburg bei einer Notlandung auf der in Bau befindlichen Autobahn A7 nahe Hasloh. Die Maschine mit dem Luftfahrzeugkennzeichen D-ALAR sollte einen Charterflug nach Málaga durchführen. Von den 121 Insassen kamen 22 ums Leben; 45 Menschen wurden zum Teil schwer verletzt.

## Flugverlauf
Das zweistrahlige Flugzeug hob, vollbesetzt mit 115 Passagieren und sechs Besatzungsmitgliedern, um 18:19 Uhr von der Startbahn 34 in Hamburg-Fuhlsbüttel mit Ziel Málaga ab. Einige Minuten nach dem Start fingen beide Rolls-Royce-Spey-Triebwerke Feuer. Kapitän Reinhold Hüls, Copilotin Elisabeth Friske und zweiter Copilot Manfred Rhode schafften es noch, die Maschine in der Nähe von Hasloh auf einem im Bau befindlichen Teilstück der Autobahn A7 aufzusetzen. Dabei brach das linke Fahrwerk und die Maschine drehte nach links. Beim Passieren einer Autobahnüberführung der Dorfstraße bei Kilometer 138,3 wurde das Seitenleitwerk abgerissen und das Cockpit durch einen Brückenpfeiler bei 53° 42′ 10,1″ N, 9° 56′ 33,4″ O vom Rumpf abgetrennt, wobei ein Crewmitglied und 17 Passagiere sofort ums Leben kamen. Vier Schwerverletzte starben später im Krankenhaus. Personen am Boden kamen nicht zu Schaden. Der Rest des Rumpfes mit den Tragflächen kam, um 180 Grad gedreht, an der Autobahnböschung zum Stehen. Die Copilotin Elisabeth Friske überlebte schwer verletzt den Unfall. Sie war weiterhin als Flugzeugführerin tätig und kam 1987 beim Travel-Air-Unfall ums Leben.

## Flugunfalluntersuchung
Als Ursache für den gleichzeitigen Ausfall beider Triebwerke wurde festgestellt, dass die Tanks der Wassereinspritzung für die Turbinen neben Wasser auch brennbares Kerosin enthielten. Um eine voll beladene Maschine sicher abheben zu lassen, wurde während des Starts zur kurzzeitigen Schubkraftsteigerung demineralisiertes Wasser in die Triebwerke eingespritzt.
Die Untersuchungen ergaben, dass auf dem Flughafen Düsseldorf bei Reparaturarbeiten ein Mitarbeiter von Paninternational 100 Liter Kerosin in zwei 60-Liter-Kanister abfüllte, die dann von einem Flugzeugelektriker ins Lager geräumt und später von der Unfallmaschine zusammen mit weiteren drei Kanistern reinem Wasser mit nach Hamburg genommen wurden. Als dort am nächsten Tag die Tanks der Wassereinspritzanlage aufgefüllt werden sollten, ließ der zweite Copilot den Inhalt der fünf Kanister in die Tanks pumpen. Die Warnung eines Bediensteten, es stinke nach Sprit, soll der Copilot mit der Bemerkung „Hier stinkt alles nach Sprit“ abgetan haben; dies bestritt er später allerdings. Da Kerosin spezifisch leichter als Wasser ist, wurde beim Start zunächst das unten stehende Wasser und dann das Kerosin eingespritzt, was zur Überhitzung und zum Brand beider Triebwerke führte.
Es wurde auch festgestellt, dass sich beim Wartungspersonal in Düsseldorf die Schichten überschnitten, ohne dass die Verantwortlichkeiten klar geregelt waren. Dies wurde als ein Grund angesehen, dass die Übersicht über Wasser- und Kerosinbehälter verloren gegangen war. Im Bundestag wurden außerdem Vorwürfe gegen Karl Wienand laut, der als Parlamentarischer Geschäftsführer der SPD gegen ein „Beraterhonorar“ die Fluggesellschaft jahrelang vor Überprüfungen durch das Luftfahrt-Bundesamt geschützt haben soll.